# Korsnes (Schiff, 1936)
Die Korsnes war ein norwegischer Frachtdampfer mit einer bewegten Geschichte. Sie wurde 1939 als Prise von der deutschen Kriegsmarine aufgebracht, 1940 unter deutscher Flagge in Norwegen eingesetzt, 1944 durch britische Trägerflugzeuge in Brand gebombt und von der Besatzung auf Grund gesetzt, nach dem Krieg gehoben und unter norwegischer, später deutscher Flagge wieder in Fahrt gebracht.

## Bau und technische Daten
Das Schiff wurde 1935 bei der Werft von Rosenberg Mekaniske Verksted in Stavanger, Norwegen, mit der Baunummer 145 auf Kiel gelegt. Es lief am 3. März 1936 vom Stapel und wurde im Juni 1936 an die Reederei Dampskibsselskabet A/S NOR von Kristian Jebsen in Bergen abgeliefert. Das 79,5 m lange und 12,55 m breite Schiff hatte 5,3 m Tiefgang und war mit 1.741 BRT bzw. 998 NRTvermessen. Die Tragfähigkeit betrug 2.550 Tonnen. Eine Zwei-Zylinder-Verbund-Dampfmaschine von der Bergens Mekaniske Verksted mit einer Maschinenleistung von 164 nhp ermöglichte eine Geschwindigkeit von 9 Knoten. Die Besatzung zählte 18 Mann.
Ihr mit 1694 BRT etwas kleineres Schwesterschiff Telnes wurde im Oktober 1936 von der Rosenberg Mekaniske Verksted abgeliefert (Baunummer 146). Die Telnes wurde am 19. Januar 1940, nordwestlich der Orkneys, auf der Fahrt von New York nach Rotterdam und Antwerpen, von dem deutschen U-Boot U 55 torpediert und versenkt. Die gesamte Besatzung von 18 Mann fand den Tod.

## Laufbahn
Die Korsnes fuhr in der Trampschifffahrt von Nordwesteuropa ins Mittelmeer und nach Nordamerika. Am 8. Oktober 1939 wurde sie auf der Fahrt von Malmö nach Baltimore während der von der Kriegsmarine durchgeführten Schifffahrtskontrollen im Skagerrak und Kattegatt aufgebracht und von einer Prisenbesatzung nach Deutschland gebracht. Grund war ihre Ladung Zellulose, die – da sie auch zur Herstellung von Schießbaumwolle dienen konnte – von der Kriegsmarine als Konterbande betrachtet wurde, insbesondere da das Schiff, obwohl offiziell auf der Fahrt zwischen zwei neutralen Staaten, zwischendurch im kanadischen Sydney Kohle bunkern wollte. Der Prisenhof Hamburg gab das Schiff im Januar 1940 frei (die Ladung wurde konfisziert und zur Verwendung an deutsche Interessenten freigegeben), aber der Reichskommissar beim Prisenhof Hamburg, Vizeadmiral z.V. Alexander Werth, legte Berufung beim Oberprisenhof in Berlin ein, und die Korsnes musste weiterhin in Hamburg bleiben.
Der Verbleib des Schiffes war zum Zeitpunkt der deutschen Besetzung Norwegens im April 1940 noch immer nicht endgültig entschieden. Da zur Versorgung der deutschen Truppen in Norwegen alles an verfügbarem und geeignetem Schiffsraum benötigt wurde, wurde auch die in Hamburg aufliegende Korsnes dazu herangezogen und am 28. Mai requiriert und in Pregel umbenannt. Sie fuhr bald darauf mit Kohlen nach Bergen. Im August erfolgte eine vorläufige Freigabe des Schiffs, und bald darauf fuhr das nun wieder Korsnes genannte Schiff erneut unter norwegischer Flagge, aber in deutschem Auftrag als Versorger, meist mit Kohlen, in norwegischen Gewässern.

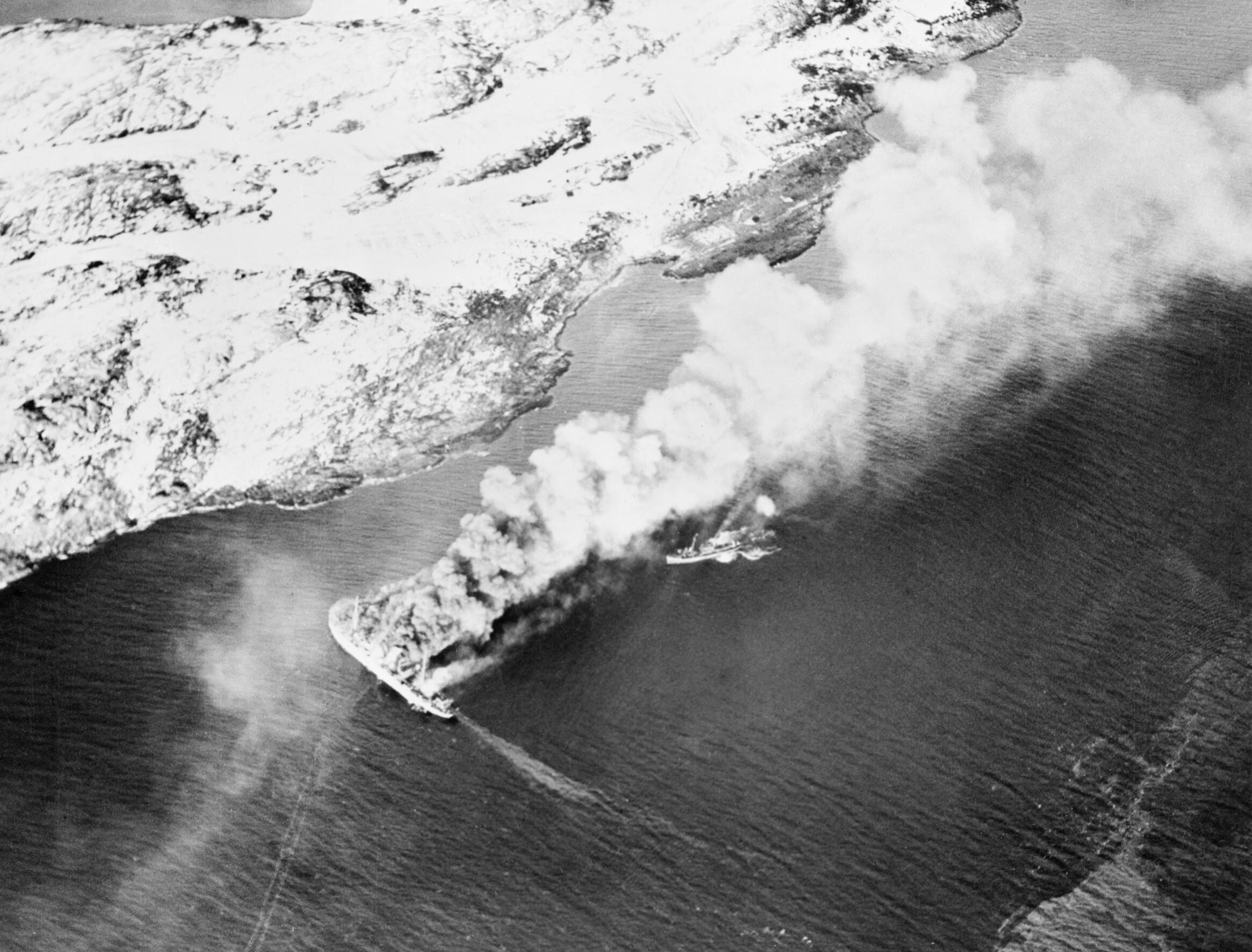
Die brennende Rigel (links) und ein Vorpostenboot während des Fliegerangriffs

Im November 1944 erlitt sie in Nordnorwegen einen Maschinenschaden, der mit den vor Ort vorhandenen Mitteln nicht zu beheben war, und sie wurde zum Auflegen nach Süden geschickt. Das Schiff fuhr im „Geleitzug 410“ mit dem Gefangenentransporter Rigel, gesichert durch die beiden Vorpostenboote V 6115 Helgoland (61. Vorpostenflottille) und V 6308 Saturn (63. Vorpostenflottille). Am Morgen des 27. November wurde der kleine Geleitzug zwischen den Inseln Tjøtta und Søndre Rosøya, nördlich von Namsos, von einem vom britischen Flugzeugträger Implacable gestarteten Flugzeug entdeckt, dessen Besatzung die Rigel wohl wegen der vielen Menschen an Deck für einen Truppentransporter hielt. Daraufhin erfolgte gegen 11.00 Uhr ein Angriff von 16 Fairey Firefly Sturzkampfflugzeugen und Supermarine Seafire Jagdflugzeugen des Fleet Air Arm von der Implacable. Die beiden Vorpostenboote wurden sehr schnell kampfunfähig geschossen. Die Rigel geriet nach Bombentreffern in Brand und begann, über das Heck zu sinken. Es gelang ihrem Kapitän noch, das Schiff etwa 100 Meter vor der Ostküste von Søndre Rosøya auf Grund zu setzen. Dennoch konnte sich nur eine kleine Minderheit der Menschen an Bord – 267 von 2838 – an Land retten. 2571 kamen ums Leben.
Die Korsnes wurde ebenfalls schwer getroffen, geriet in Brand und wurde von ihrer Besatzung, die sechs Tote zu beklagen hatte, auf Grund gesetzt.
Sie wurde im August 1945 gehoben, 1946 in Bergen repariert und im September 1946 an den Reeder Oluf Skjelbred-Knudsen (1907–1978) in Kristiansand verkauft, der sie in Patria umbenannte und mit ihr und der kleinen Lyngdal (140 BRT) die Dampskibsselskabet Patria A/S begründete. Im April 1950 übertrug Skjelbred-Knudsen das Schiff an die von seinem Großvater Oluf Andreas Tollefsen Skjelbred (1854–1939) gegründete und von seinem Vater Kristian Bernhard Knudsen (1877–1961) fortgeführte Skjelbreds Rederi A/S, deren Kodirektor er 1953 wurde. 1957 wurde das Schiff an die aus Elbing stammende Reederei August Zedler in Lübeck verkauft, in Kahlberg umbenannt und weiterhin in der Trampschifffahrt eingesetzt.
Im Dezember 1965 wurde die Kahlberg an die Eisen und Metall AG verkauft und in Hamburg abgebrochen.